# ZNF771
ZNF771 (англ. Zinc finger protein 771) – білок, який кодується однойменним геном, розташованим у людей на 16-й хромосомі. Довжина поліпептидного ланцюга білка становить 317 амінокислот, а молекулярна маса — 35 702.
| 10         |  | 20         |  | 30         |  | 40         |  | 50         |
| ---------- |  | ---------- |  | ---------- |  | ---------- |  | ---------- |
| MPGEQQAEEE |  | EEEEMQEEMV |  | LLVKGEEDEG |  | EEKYEVVKLK |  | IPMDNKEVPG |
| EAPAPSADPA |  | RPHACPDCGR |  | AFARRSTLAK |  | HARTHTGERP |  | FGCTECGRRF |
| SQKSALTKHG |  | RTHTGERPYE |  | CPECDKRFSA |  | ASNLRQHRRR |  | HTGEKPYACA |
| HCGRRFAQSS |  | NYAQHLRVHT |  | GEKPYACPDC |  | GRAFGGSSCL |  | ARHRRTHTGE |
| RPYACADCGT |  | RFAQSSALAK |  | HRRVHTGEKP |  | HRCAVCGRRF |  | GHRSNLAEHA |
| RTHTGERPYP |  | CAECGRRFRL |  | SSHFIRHRRA |  | HMRRRLYICA |  | GCGRDFKLPP |
| GATAATATER |  | CPECEGS    |  |            |  |            |  |            |

A: Аланін

C: Цистеїн

D: Аспарагінова кислота

E: Глутамінова кислота

F: Фенілаланін

G: Гліцин

H: Гістидин

I: Ізолейцин

K: Лізин

L: Лейцин

M: Метіонін

N: Аспарагін

P: Пролін

Q: Глутамін

R: Аргінін

S: Серин

T: Треонін

V: Валін

Задіяний у таких біологічних процесах, як транскрипція, регуляція транскрипції. 
Білок має сайт для зв'язування з іонами металів, іоном цинку, ДНК. 
Локалізований у ядрі.